# オフィスPAC
株式会社オフィスPAC（オフィスパック、英: Office PAC）は、かつて存在した日本の芸能事務所。株式会社オムニバス・ジャパンの連結子会社、日本声優事業社協議会会員であった。主に声優、俳優、翻訳者のマネージメントを行っていた。

## 概要
前身は、1997年に俳優・声優・演出家の野沢那智が設立した声優養成所「パフォーミング・アート・センター」であり、同所のマネージメント部門として2003年4月に設立された。野沢那智が代表を務めていたが、後に息子の野沢聡が代表を引き継いでいた。2009年12月1日からは、劇団Pカンパニー所属の俳優の出演業務の窓口業務も行っていた。
2012年12月3日付にて東北新社の資本参加により新資本で再スタート。東北新社の連結子会社となり、養成部門を運営していた「株式会社パフォーミング・アート・センター」とは別資本の会社となった。新生オフィスPACには2018年6月28日付で東北新社の中島浩二郎が代表取締役に就任していた。
野沢聡が率いる、前身のパフォーミング・アート・センターの方は2016年9月9日に事業を停止した。その後2017年2月8日に東京地裁から破産手続開始決定を受けた。同時に同社代表の野沢聡個人も、破産手続開始決定を受けている。その後2017年5月11日に東京地裁において、パフォーミング・アート・センターおよび野沢聡は、破産財団をもって破産手続の費用の支弁に不足するため、破産手続の廃止の決定を受けた。
2025年3月31日付をもって業務停止および法人解散・清算となった。解散に先立ち2025年3月24日、所属タレントであった駒谷昌男が代表となり「PACage合同会社」の設立を発表。オフィスPAC所属タレントの一部がそのまま移行する形で移籍している。

## かつて所属していた主な声優・俳優

### 事業停止発表時の所属者
事業停止発表後の去就を掲載。以下の声優は退所後も所属タレント一覧ページへの掲載が残っている。
ステイラックへ移籍（特記以外は4月1日付）
- 辻親八（2月8日付）
- 斉藤梨絵
- 新福桜

大沢事務所へ移籍（特記以外は2月28日付）
| - 稲垣拓哉 - 桂一雅 - 杉村憲司 - 長谷川敦央 - 星野健一 - 松田裕市 | - 伊沢磨紀 - 石井まみ - 坂井恭子 - 近内仁子（3月31日付） - 司薫 - 御沓優子 - 米本早希 |

アクセントへ移籍
- 荒木光（2月28日付、「水嶋光」に改名）
- 堀井千砂（3月31日付）
- 羽鳥佑（4月3日付[注 3]）

PACage（3月24日新設）へ移籍
| - 秋元羊介 - 有上卓利 - 荻沢俊彦 - 風間秀郎 - 木村宗一郎 - 駒谷昌男（代表） - 汐見和由（3月31日付で移籍） - 側見民雄 - 平勝伊（3月31日付で移籍） - 永田昌康 - 中村達也 - 南須原亮（「なすはらリョウ」に改名） - 土生駿 - 藤高智大 - 星野貴紀 - 森源次郎 - 好川敬太 | - 上木沙織 - 尾崎梨乃 - 小見山未来 - 清水みか - 高橋沙耶香 - 田中晶子 |

マウスプロモーションへ移籍
- 武藤正史（4月1日付[注 1]）
- 山田寛人（5月1日付[注 3]）

3月31日付でEARLY WING（グループ会社含む）へ移籍
| - 関雄 - 三宅貴洋 - 山橋正臣 | - 佐伯美由紀 - 高村晴香 - 土井真理 - 久行敬子 - 井上歌奏子（子会社FIRST WIND production所属） |

3月31日付でアプトプロへ移籍
- 青木崇
- 金子沙希
- 佐藤美一
- 佐藤愁貴

3月31日付でBLACK SHIPへ移籍
- 岡純子
- ななみ
- 福原早紀
- 米田えん

3月31日付で俳協へ移籍
- 林幸矢
- 須能千裕

3月31日付でプロダクション・エコーへ移籍
- 茜部真弓
- 渡辺ゆかり

3月31日付でCROSS CALLへ移籍
- 松島昭浩
- 永吉ユカ

4月1日付でフクダ&Co.へ移籍
- 水野ゆふ
- 花村さやか
- 松浦裕美子

その他の事務所へ移籍
- 筒井俊作（3月31日付でアトミックモンキー移籍）
- 鳥本佳吾（3月31日付でプロダクション・タンク移籍）
- 遠藤綾（3月31日付でインテンション移籍[6]）
- 國松沙矢香（3月31日付でRush Style移籍）
- 水咲まりな（3月31日付でプロダクション・エース移籍）
- 日野由利加（3月31日付でオフィスアネモネ移籍[注 1]）
- 成瀬茉由（4月1日付でアイムエンタープライズ移籍[注 1][7]）

フリーランス転身（特記以外は3月31日付）
- 吉田健司（2月28日付）
- 内田龍麿
- 小島敬介
- 中尾智
- 長尾明希
- 林次樹
- 吉岡健二
- 大平あひる
- 小石川菜奈
- 斉藤千恵子
- 佐藤里緒
- 土門敬子
- 野一祐子
- 広瀬彩
- 宗川めぐみ
- 古沢勇人（4月1日付[注 1][8]）
- 小幡あけみ（4月1日付[注 1][9]）
- 小宮山絵理（4月1日付[注 1][10]）

### 2024年以前の退所者

#### 男性
- 安達貴英
- 彩乃木崇之
- 居谷四郎
- 内田勝之（現所属：劇団わらび座）
- 越後屋コースケ（現所属：ステイラック）
- 落合佑介（引退）
- かつまゆう
- 黒田浩一（現所属：ステイラック）
- 小松史法（フリー）
- 佐藤健輔（現所属：アクセント）
- 下和田ヒロキ（現所属：ケッケコーポレーション）
- 庄司将之（現所属：トイプリッズ）
- 瀧村直樹（現所属：ALBA）
- 長島真祐（フリー）
- 野沢聡（現所属：81プロデュース）
- 野沢那智（元代表、在籍中に死去）
- 早志勇紀（現所属：LAL）
- 古屋家臣
- 丸田光
- 宮本崇弘（現所属：青二プロダクション）
- 山本善寿（現所属：NAVUE）

#### 女性
NOAは元NOW ON AIRメンバー
- 飯野美紗子NOA（フリー〈メーク業務提携〉）
- 泉裕子（引退）
- 岩淵桃音NOA（引退）
- 大関英里（フリー〈エルアンドエル・ビクターエンタテインメント業務提携〉）
- 大谷恭代
- 岡田めぐみ
- 岡本沙保里
- 角田紗里
- 片平美那NOA（フリー）
- 桂木黎奈
- 加納千秋（現所属：アーツビジョン）
- 神戸光歩NOA（現所属：大沢事務所）
- 北西純子（現所属：賢プロダクション）
- 久保田茜
- 佐藤美保
- 須沢朝美
- 鈴木美穂（引退）
- 鈴木麗子（現所属：ポンテ）
- 鈴木陽斗実NOA（在籍中に死去）
- 須藤沙耶（現所属：プランダス）
- 高橋茉優（現所属：アイムエンタープライズ）
- 竹内夕己美（現所属：懸樋プロダクション）
- 田中有紀NOA（現所属：スタイルキューブ）
- 千葉綾乃（現所属：GOLDEN BALL CRUSH）
- 津川祝子（現所属：アミュレート）
- 辻祐子
- 冨尾光里（フリー）
- 中島絵美
- まつだ志緒理（現所属：アーツビジョン）
- もりなつこ

## 所属翻訳者

### 英語
- 尾形由美
- 武田佳子
- 宮風呂朋子